# Петер Морейн
Петер Морейн (нім. Peter Moraing; нар. 13 вересня 1961) — колишній німецький тенісист.
Найвищу одиночну позицію світового рейтингу — 142 місце досяг 2 лютого 1987, парну — 281 місце — 23 березня 1987 року.

## Титули на челленджерах

### Одиночний розряд: (1)
| Ранг | Рік  | Турнір               | Покриття | Суперник     | Рахунок       |
| ---- | ---- | -------------------- | -------- | ------------ | ------------- |
| 1.   | 1987 | Вінья-дель-Мар, Чилі | Ґрунт    | Роберто Асар | 4–6, 6–1, 6–4 |